# 주선애

주선애(1924년 2월 20일 ~ 2022년 6월 19일)는 대한민국의 교수이다. 장로회신학대학교에서 교수를 하다가 은퇴하였다. 한국에서 기독교 교육학을 개척한 학자로 평가받는다. 저서로는 『어린이 성장의 이해』, 『여성을 위한 설교집』, 『성서와 생활 교육과정 지침서』, 『장로교 여성사』, 『살며 섬기며』, 『기독교교육사』(공저)가 있다.

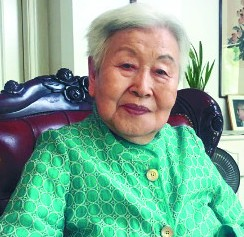
주선애박사

## 생애
주선애는 우리나라 기독교 교육학을 개척한 인물이다. 서울여대와 숭실대 교수를 거쳐 장로회신학대에서 일생 후학을 길렀다. 대한 YWCA전국연합회 회장과 대한예수교장로회 통합 여전도회전국연합회 회장을 역임하며 여성 운동에도 기여했다. 그는 은퇴 후 자신의 집에서 탈북 청년들을 돌보며 이들에게 교육의 기회를 줬으며 1997년 망명한 황장엽씨와도 오랜 친분을 나눴다.
1924년 평양에서 태어난 주 교수는 장로회신학대 전신인 평양신학교와 남산신학교를 모두 다닌 한국 신학 교육 역사의 산증인이기도 하다. 대한민국 국민훈장 목련장(1994) 석류장(1989) 김마리아상(2010) 등을 수상했다.
주 교수는 전 재산을 사회에 환원했다. 경기도 포천 은성수도원을 비롯해 서울 강동구 소재 빌딩과 자택은 장로회신학대에 기증했다. 주 교수가 대학에 기증한 부동산은 통일 이후 ‘평양신학교’ 재건을 위해 사용될 예정이다.
이사장으로 있던 새빛자매회가 강원도 원주에 은퇴여선교사 안식관을 건립할 때도 사재 5억원을 전달했다. 3786㎡(약 1145평) 부지에 지은 안식관에는 23㎡(약 7평) 넓이의 숙소 26개가 마련돼 있다. 갈 곳이 마땅치 않은 은퇴 여성 선교사들의 보금자리는 주 교수의 마지막 선물이었다.

## 학력과 경력
- 장로회신학교
- 영남대 졸업
- 뉴욕신학대학(New York Biblical Seminary) 종교교육석사(MRE)
- 뉴욕대학교(New York University) 종교교육학 박사 과정 수료
- 숭실대 교수
- 장로회신학대 교수
- 대구 신망고아원 원장
- 대한예수교장로회 여전도회전국연합회 회장
- 탈북자종합회관 관장 역임

## 수상
- 대한민국 국민훈장 목련장 (1994)
- 석류장 (1989)
- 김마리아상 (2010)

## 같이 보기
- 한국의 신학자 목록